# Kabinett Cvijanović II
Mit dem Namen Kabinett Cvijanović II wird die seit dem 18. Dezember 2014 die amtierende Regierung der Republika Srpska bezeichnet, die in der 9. Legislaturperiode der Nationalversammlung der Republika Srpska gewählt wurde. Die Zusammensetzung des neu gebildeten Kabinetts unter Vorsitz der Premierministerin Željka Cvijanović, besteht aus Mitglieder der Parteien von Savez nezavisnih socijaldemokrata (SNSD), Socijalistička partija (SP), Demokratski narodni savez (DNS), Hrvatska demokratska zajednica Bosne i Hercegovine (HDZ BiH). Es ist das 15. Kabinett der Republika Srpska.

## Liste der Minister
| Amt oder Ressort                        | Name               | Partei | Partei  | Ethnie      |
| --------------------------------------- | ------------------ | ------ | ------- | ----------- |
| Premierministerin                       | Željka Cvijanović  |        | SNSD    | serbisch    |
| Arbeit und Veteranen                    | Milenko Savanović  |        | SP      | serbisch    |
| Bildung und Kultur                      | Dane Malešević     |        | DNS     | serbisch    |
| Familie, Jugend und Sport               | Jasmina Davidović  |        | SP      | bosniakisch |
| Finanzen                                | Zoran Tegeltija    |        | SNSD    | serbisch    |
| Flüchtlinge und Vertriebene             | Davor Čordaš       |        | HDZ BiH | kroatisch   |
| Gesundheit und Soziales                 | Dragan Bogdanić    |        | SNSD    | serbisch    |
| Handel und Tourismus                    | Predrag Gluhaković |        | SP      | kroatisch   |
| Industrie, Energie und Bergbau          | Petar Đokić        |        | SP      | serbisch    |
| Inneres                                 | Dragan Lukač       |        | SNSD    | serbisch    |
| Justiz                                  | Anton Kasipović    |        | SNSD    | kroatisch   |
| Land-, Forst- und Wasserwirtschaft      | Stevo Mirjanić     |        | SNSD    | serbisch    |
| Raumplanung, Bauwesen und Ökologie      | Srebrenka Golić    |        | SNSD    | bosniakisch |
| Verkehr und Kommunikation               | Neđo Trninić       |        | DNS     | serbisch    |
| Verwaltung und lokale Selbstverwaltung  | Lejla Rešić        |        | DNS     | bosniakisch |
| Wirtschaft und regionale Zusammenarbeit | Zlatan Klokić      |        | SNSD    | bosniakisch |
| Wissenschaft und Technologie            | Jasmin Komić       |        | SNSD    | bosniakisch |